# Вознесенка (Асино)
Вознесенка  — микрорайон (посёлок) в  городе  Асино, административном центре Асиновского района Томской области России. Находится на территории Асиновского городского поселения.

## География
Расположен на левом берегу реки Чулым (приток Оби) и её притоке Итатка.

## История
22 января 1953 года вошёл в черту города Асино:4

## Транспорт
Действовала пристань на реке Чулым.
Остановка общественного транспорта «Вознесенка».